# Alton (Utah)
Alton es un pueblo del condado de Kane, estado de Utah, Estados Unidos. La población, según el censo del 2019 era de 120 habitantes, con un pequeño incremento respecto al 1990, cuando contaba con 93 habitantes.

## Geografía
Alton está en las coordenadas 37°26′24″N 112°28′55″O / 37.44000, -112.48194 
Según la oficina del censo de Estados Unidos, la superficie total del pueblo es de 1,0 km². No tiene superficie cubierta por agua.

## Demografía
Según el censo de 2000, había 134 habitantes, 34 casas y 26 familias residían en la ciudad. La densidad de población era 139,8 habitantes/km². Había 49 unidades de alojamiento con una densidad media de 51,1 unidades/km².
La máscara racial de la ciudad era 97,01% blanco, 2,24% indio americano y 0,75% de dos o más razas. 
Había 34 casas, de las cuales el 50,0% tenía niños menores de 18 años, el 73,5% eran matrimonios, el 2,9% tenía un cabeza de familia femenino sin marido, y el 23,5% no son familia. El 20,6% de todas las casas tenían un único residente y el 8,8% tenía sólo residentes mayores de 65 años. El promedio de habitantes por hogar era de 3,94 y el tamaño medio de familia era de 4,81.
El 45,5% de los residentes es menor de 18 años, el 9,0% tiene edades entre los 18 y 24 años, el 16,4% entre los 25 y 44, el 19,4% entre los 45 y 64, y el 9,7% tiene 65 años o más. La media de edad es 20 años. Por cada 100 mujeres había 86,1 hombres. Por cada 100 mujeres de 18 años o más, había 92,1 hombres.
El ingreso medio por casa en la ciudad era de 30.833$, y el ingreso medio para una familia era de 30.000$. Los hombres tenían un ingreso medio de 31.250$ contra 36.250$ de las mujeres. Los ingresos per cápita para la ciudad eran de 7.129$. Aproximadamente el 25,0% de las familias y el 23,8% de la población está por debajo del nivel de pobreza, incluyendo el 31,2% de menores de 18 años, no hay mayores de 65 bajo el umbral de la pobreza.
- Datos: Q483441
- Multimedia: Alton, Utah / Q483441